# WildFly
JBoss é um servidor de aplicação de código fonte aberto baseado na plataforma JEE e implementado completamente na linguagem de programação Java. Em virtude disso, ele pode ser usado em qualquer Sistema Operacional que suporte a referida linguagem. O JBoss Application Server 7, utiliza os arquivos: standalone.bat (ou standalone.sh) para prover a sua inicialização. 
Os desenvolvedores responsáveis estão em uma empresa de serviços chamada "JBoss Inc." fundada por Marc Fleury, o criador da primeira versão do JBoss. O projeto é custeado por uma rede mundial de colaboradores. Em Abril de 2006, foi anunciada sua aquisição pela Red Hat.
A partir da versão 8 o JBoss passou a se chamar Wildfly, além da troca de nomes teve várias melhorias e mudanças como a troca do container que era o JBossWeb para o Undertow.
Como alternativa open-source ao JBoss, temos o GlassFish, que é a implementação de referência de toda a especificação Java EE.

## Livros para referência
- FLEURY, Marc; STARK, Scott; NORMAN, Richards; JBoss® 4.0 The Official Guide; JBoss, Inc, Sams Publishing; ISBN 0672326485 (em português: JBoss 4.0 Guia Oficial; Alta Books; ISBN 8576080907)